# Хатштат
Хатштат (фр. Hattstatt) насеље је и општина у источној Француској у региону Алзас, у департману Горња Рајна која припада префектури Гебвилер.
По подацима из 2011. године у општини је живело 803 становника, а густина насељености је износила 134,28 становника/km². Општина се простире на површини од 5,98 km². Налази се на средњој надморској висини од 200 метара (максималној 810 m, а минималној 195 m).

## Демографија
| 1962. | 1968. | 1975. | 1982. | 1990. | 1999. | 2011. |
| ----- | ----- | ----- | ----- | ----- | ----- | ----- |
| 612   | 649   | 671   | 691   | 721   | 784   | 803   |

График промене броја становника у току последњих година